# 753
Раннє Середньовіччя. У Східній Римській імперії триває правління Костянтина V. Більшу частину території Італії займає Лангобардське королівство, деякі області належать Візантії. У Франкському королівстві править король Піпін Короткий. Піренейський півострів, окрім Королівства Астурія, у руках маврів. В Англії триває період гептархії. Центр Аварського каганату лежить у Паннонії. Існують слов'янські держави: Карантанія та Перше Болгарське царство.
Аббасидський халіфат займає великі території в Азії та Північній Африці. У Китаї править династія Тан. В Індії почалося піднесення імперії Пала. В Японії триває період Нара. Хазарський каганат підпорядкував собі кочові народи на великій степовій території між Азовським морем та Аралом. Територію на північ від Китаю займає Уйгурський каганат.
На території лісостепової України в VIII столітті виділяють пеньківську й корчацьку археологічні культури. У VIII столітті тривало швидке розселення слов'ян. У Північному Причорномор'ї співіснують різні кочові племена, зокрема булгари, хозари, алани, авари, тюрки, кримські готи.

## Події
- Папа Римський Стефан II прибув у Павію до короля лангобардів Айстульфа, але не зміг добитися від нього покори. Тоді Папа продовжив свій шлях до Франкського королівства, шукати підтримки в Піпіна Короткого.
- Піпін Короткий встановив Бретонську марку. Брат Піпіна Гріффон загинув на шляху в Італію.
- Піпін Короткий проголосив закон, що забороняв інцест.
- Візантійський василевс Костянтин V почав підготовку до Іконоборського собору.